# Ювелірний провулок
Ювелірний провулок — провулок у Святошинському районі міста Києва, селище Біличі. Пролягає від вулиці Йосипа Маршака, утворюючи навколо неї півкільце.

## Історія
Провулок виник у першій половині XX століття. Мав назву 3-й провулок Маршака, на честь радянського поета Самуїла Маршака. 
Сучасна назва  — з 2022 року .

## Зображення

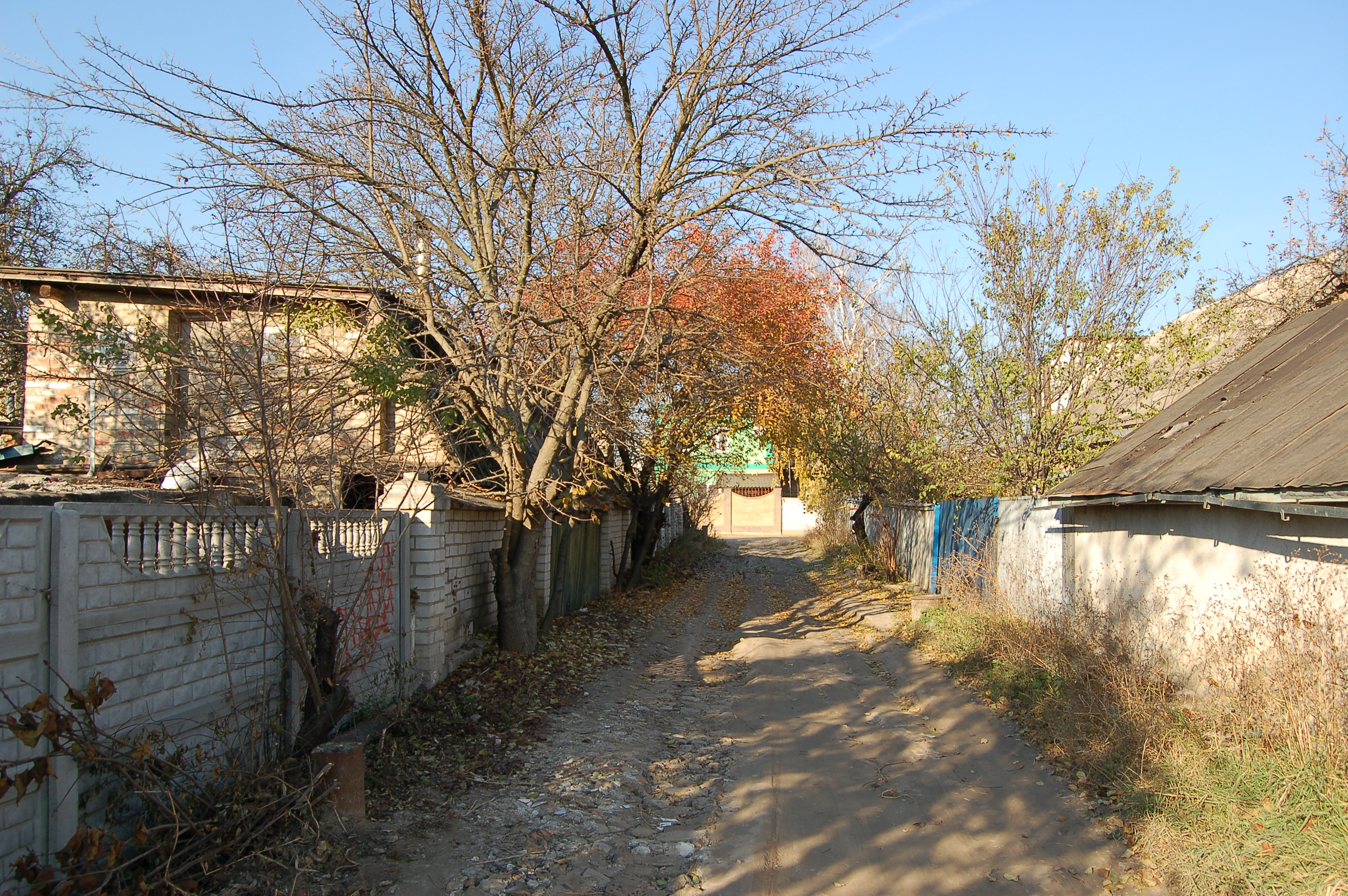
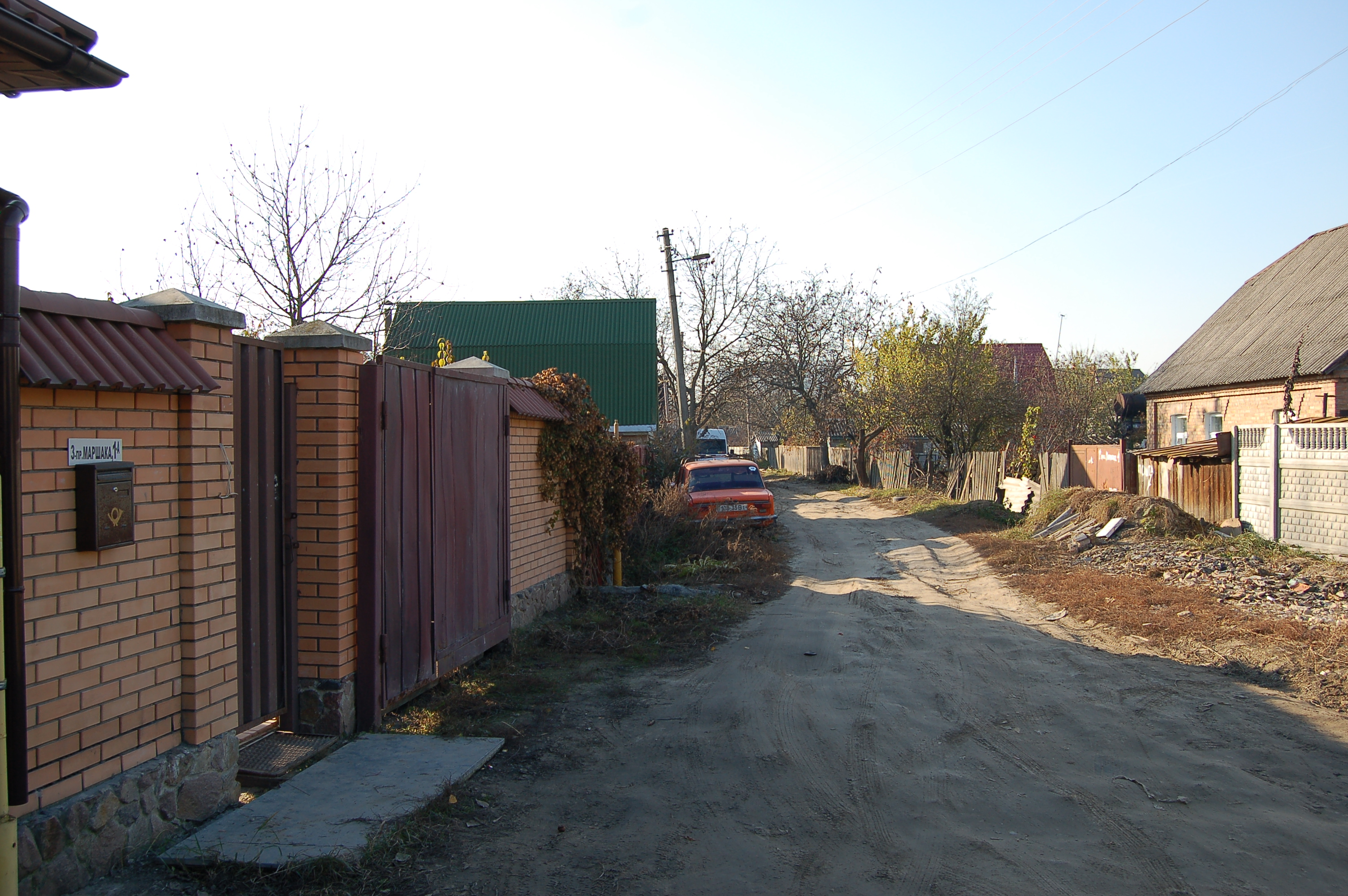
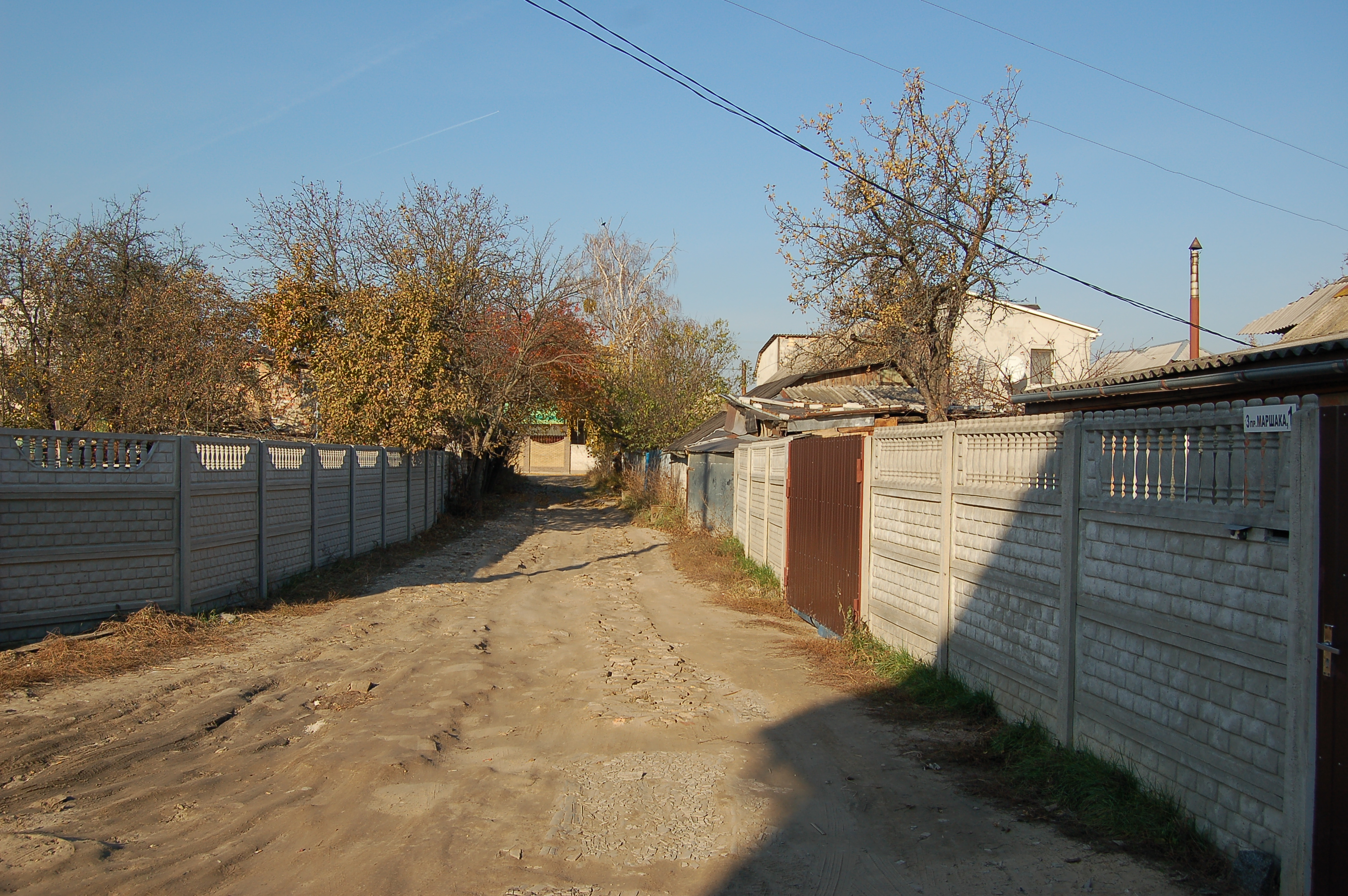
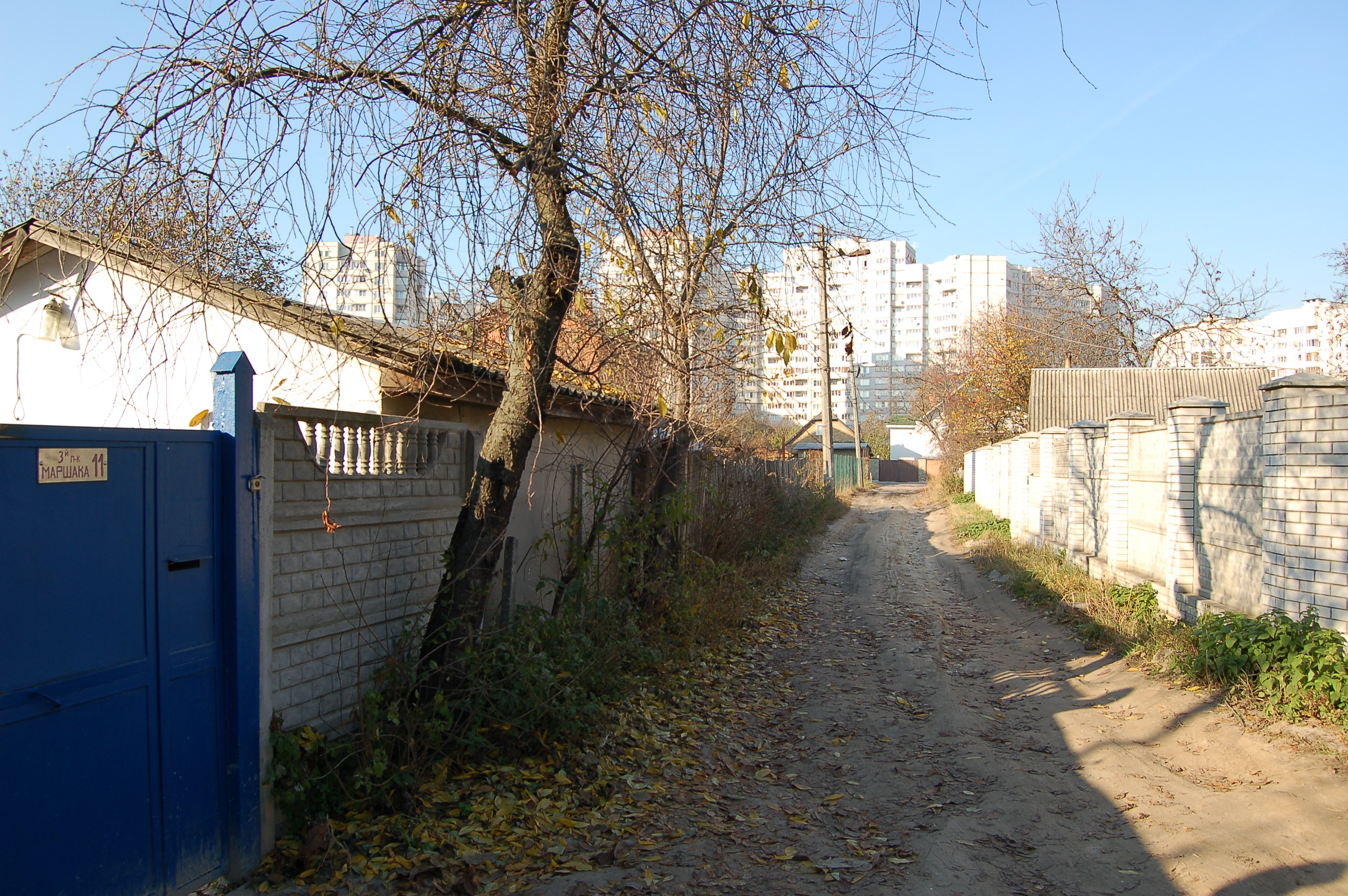